# Odensalakärrets naturreservat
Odensalakärrets naturreservat är ett av tre naturreservat som ligger inom Östersunds stadsgränser. Inom området finns det en kalktuffbildande källa. Den kalkhaltiga marken gör att orkidéer frodas. Reservatet är klassat som ett extremrikkärr p.g.a. den artrika växtligheten som uppkommer i den mineralhaltiga marken.

## Växter
Inom reservatet finns:
Purpurknipprot (Epipactis atrorubens)
Purpurknipprot  är en ört i familjen orkidéer. Påminner närmast om släktingen skogsknipprot och skiljs enklast från denna genom sina mindre helt purpurfärgade blommor. Blomman avger en doft som påminner om vanilj, därav det äldre svenska namnet vaniljknipprot.
Flugblomster (Ophrys insectifera)
Blomman har en form som liknar en fluga och även en doft som liknar den hos en insektshona, så mycket att riktiga flugor försöker para sig med den. På det sättet blir blomman pollinerad.
Brudsporre (Gymnadenia conopsea)
Brudsporre är en orkidé vars blomdoft påminner om klöver eller nejlikor. Blommans läpp är tredelad och sporren är lång. På ömse sidor om sporrens mynning finns de stora, svagt rosenfärgade märkesytorna, och ovanför dem en stor ståndare med ett litet äggformigt ståndarrudiment på vardera sidan. :Kronbladen är rödvioletta. I den täta blomställningen finns mellan 20 och 80 blommor. Bladen är lansettlika och smala.
Lapptåg (Juncus triglumis)
Lapptåg är en späd lågväxande art. Den kan bli upp till 2 decimeter hör, växer i små tuvor. Stråna står upprätt, bladen är få och korta och är trådsmala. Blommorna sitter oftast ihop tre stycken i toppen av stjälken. Blomhuvudet är omgivet av två stödblad vilka ej sticker fram ovanför blommorna.

## Bildgalleri

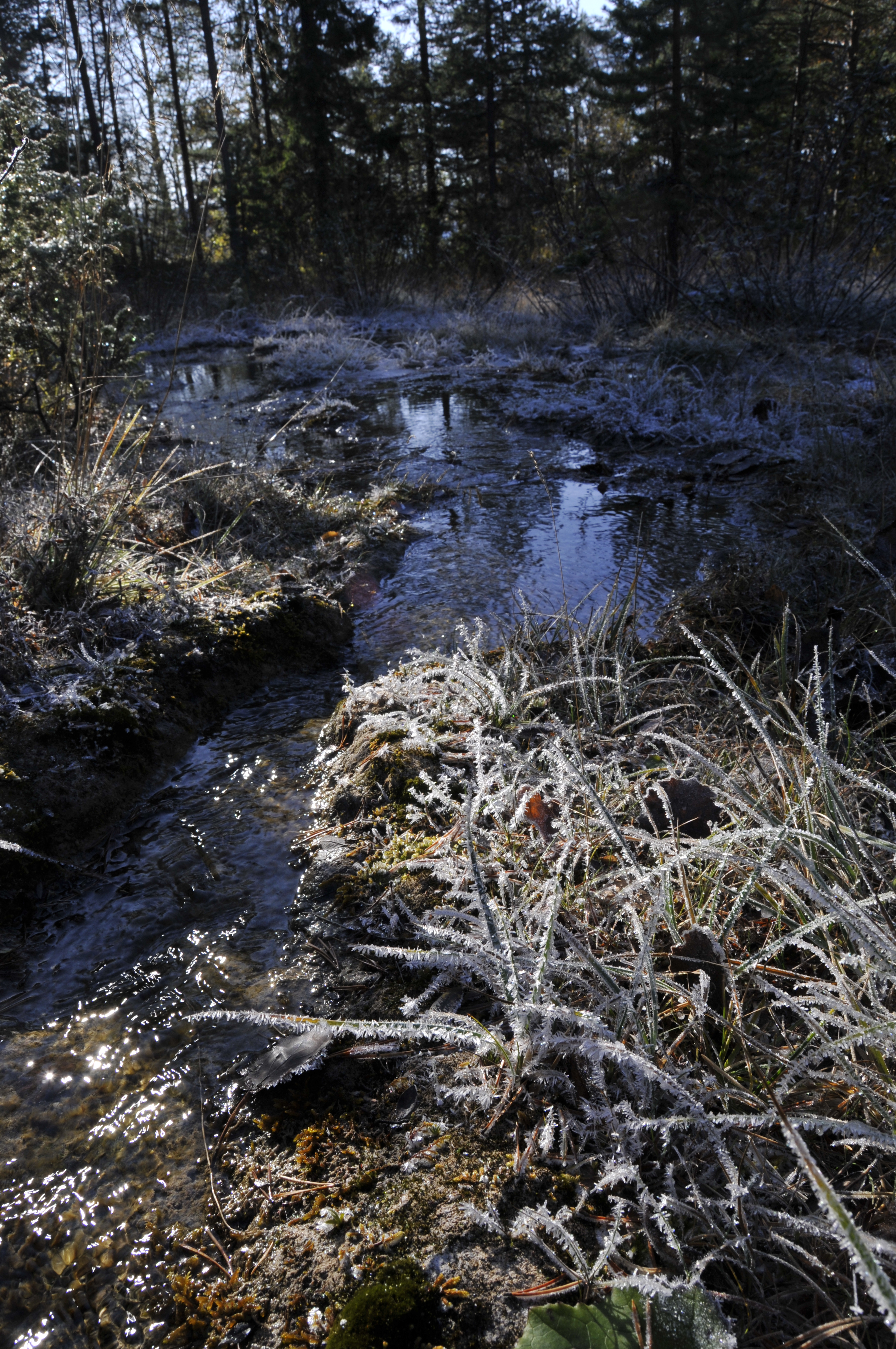
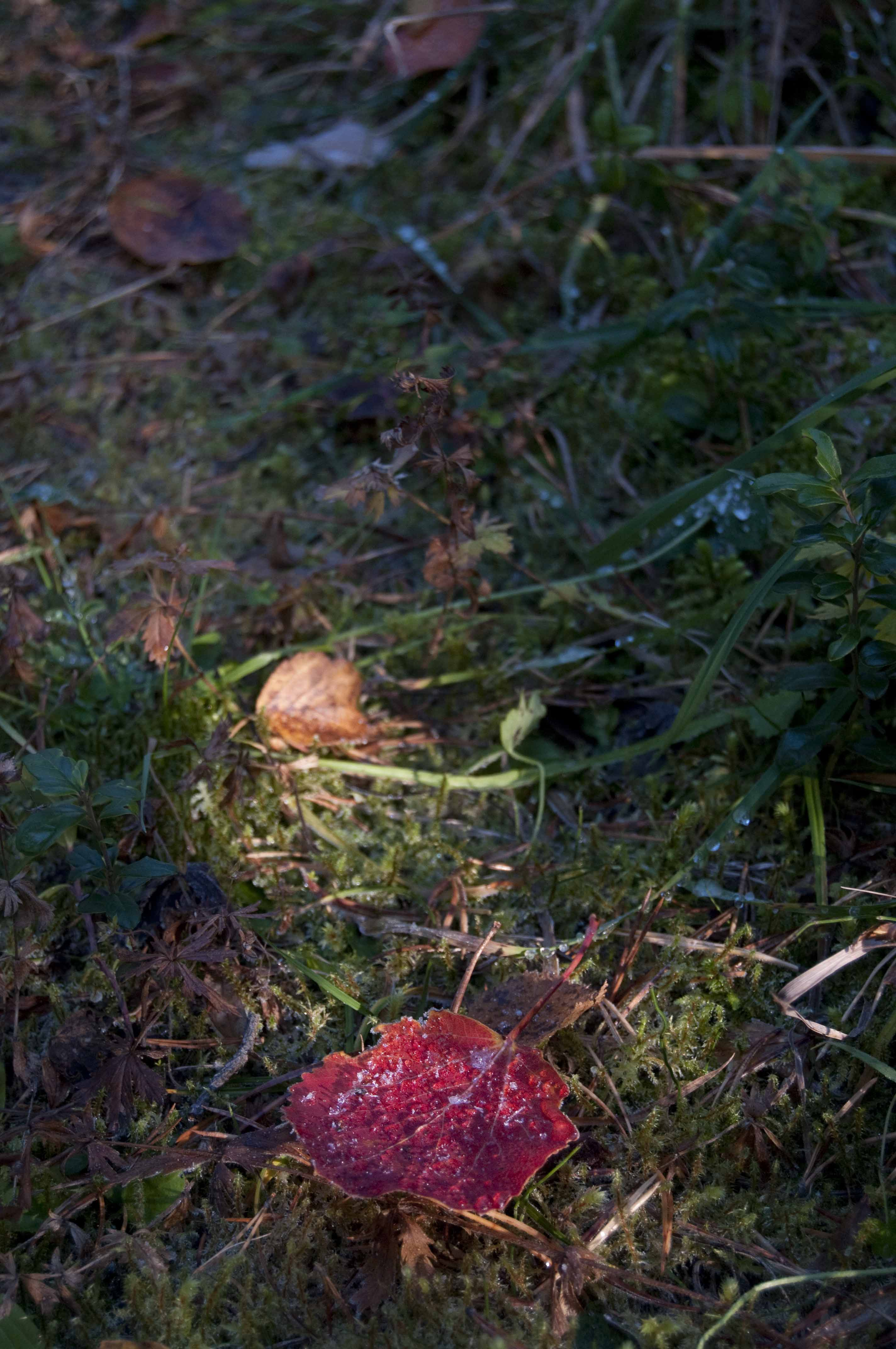
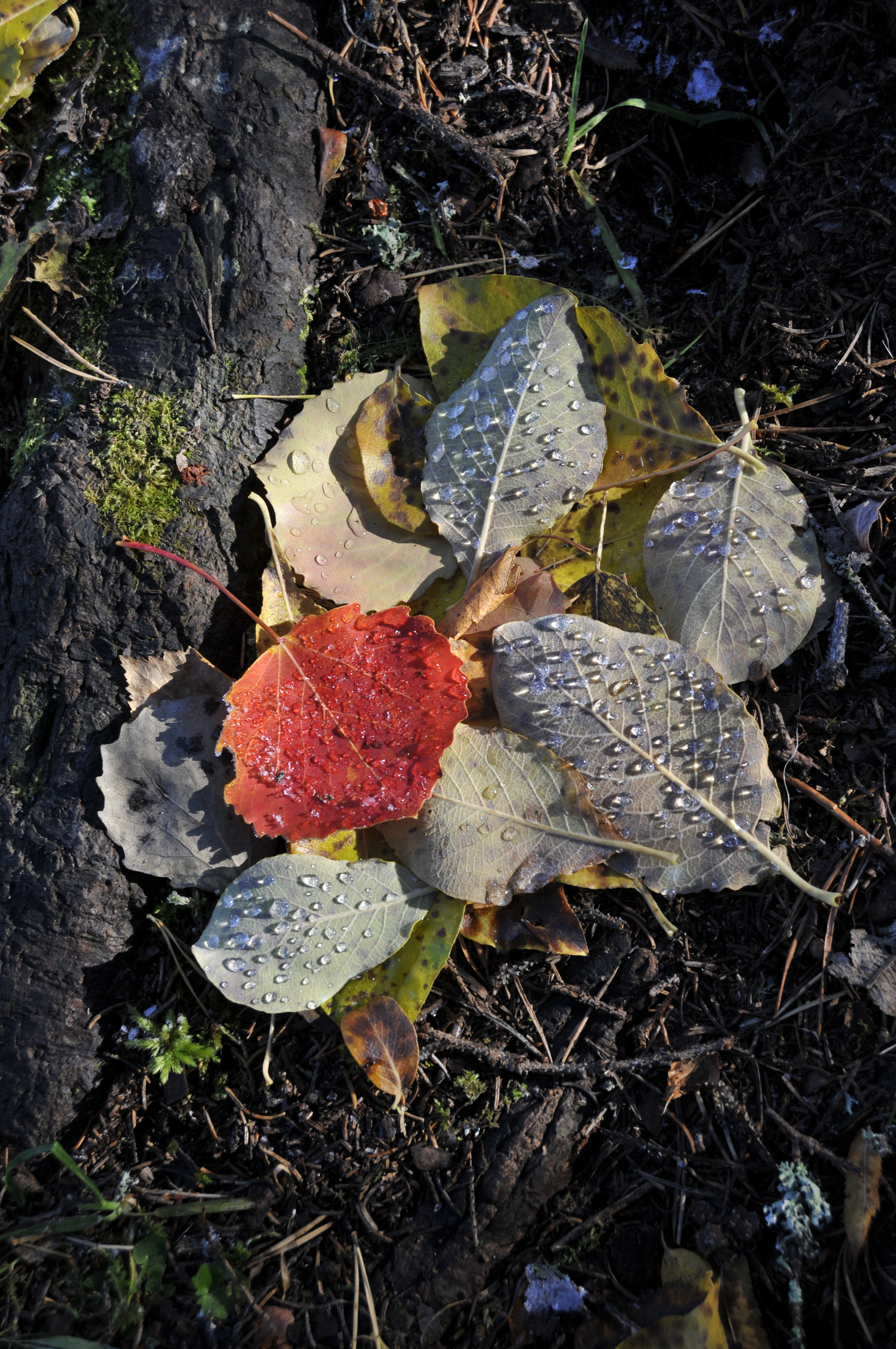
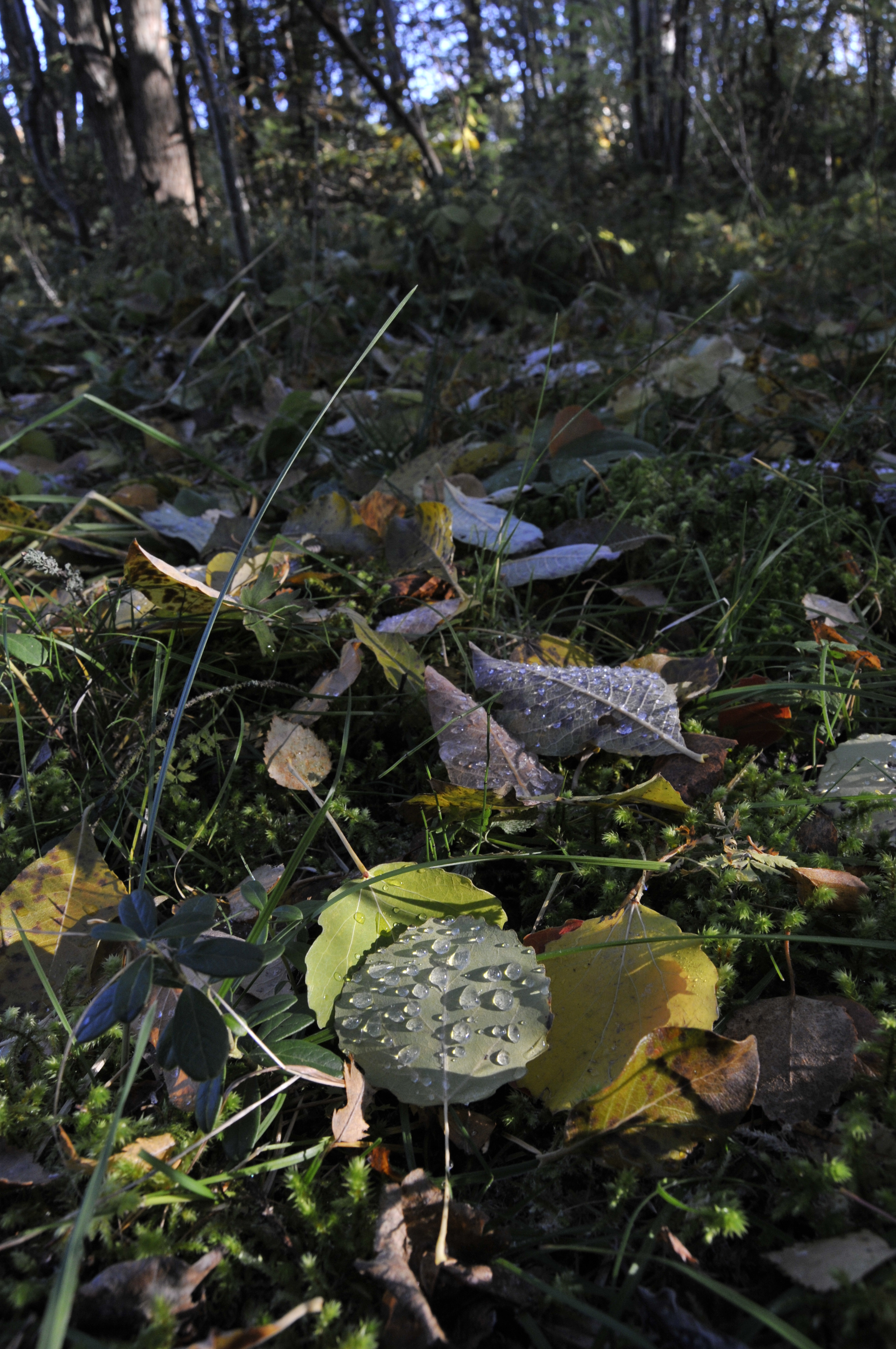
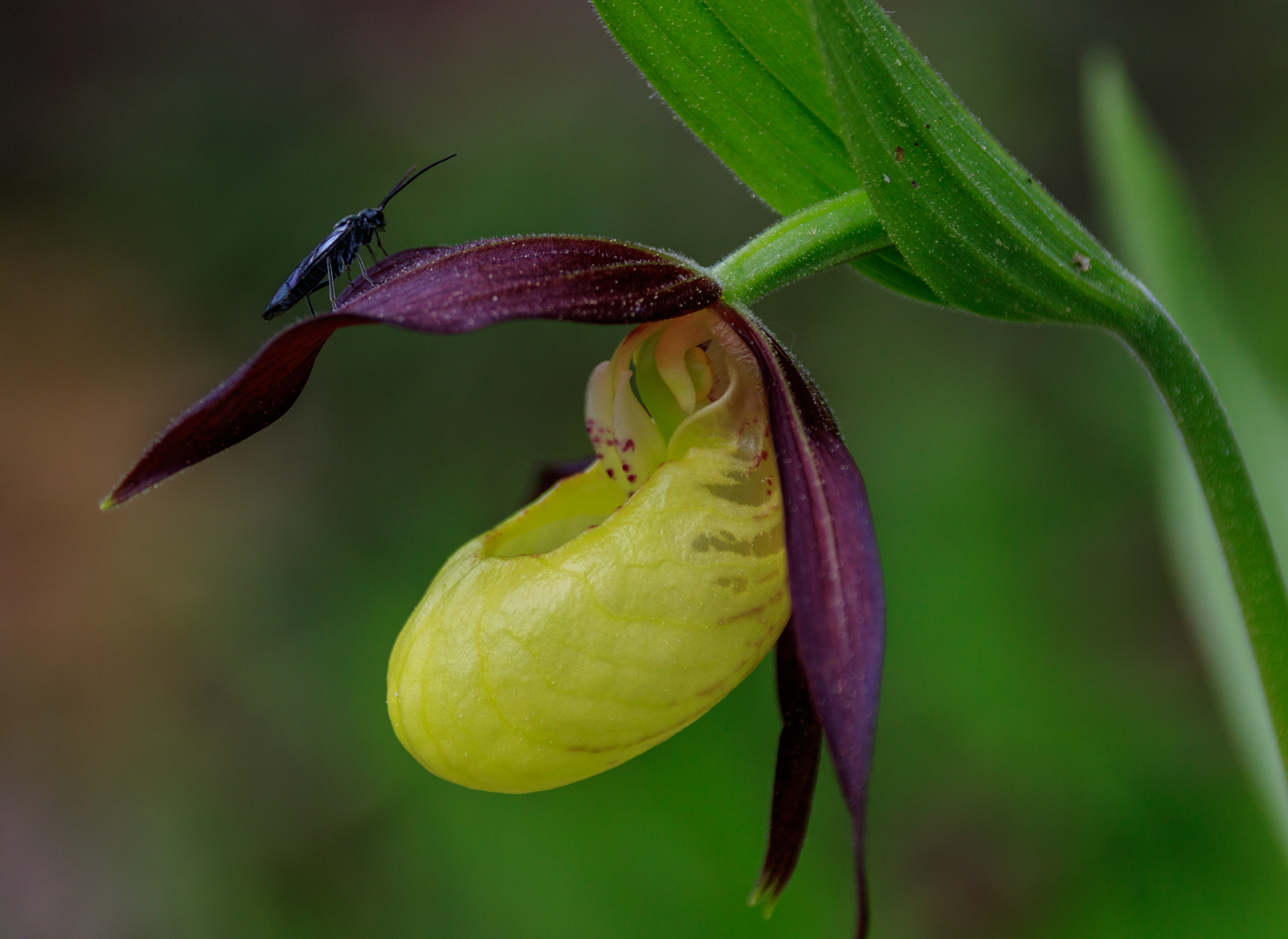
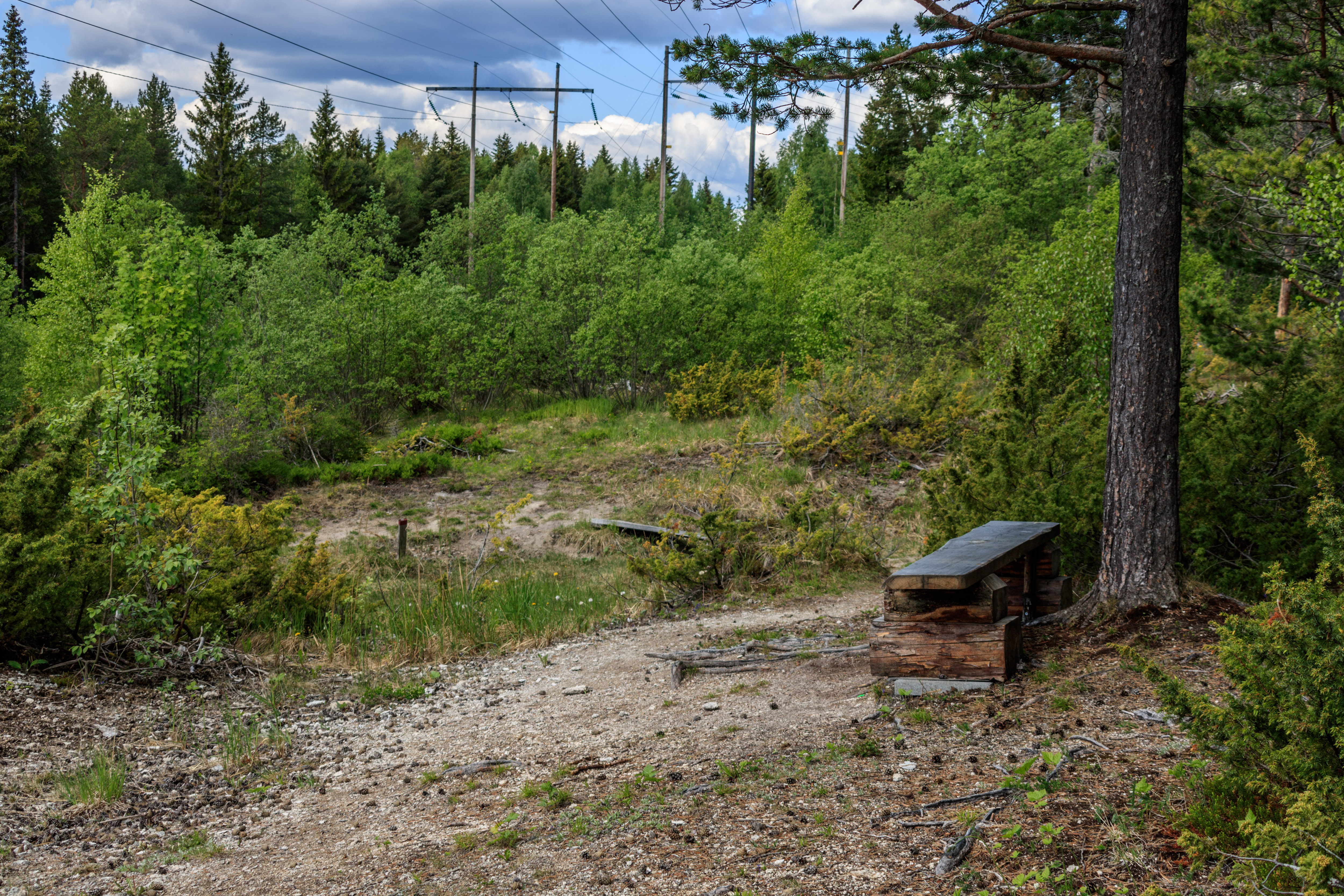